# Ilpo Koskela
Ilpo Koskela, född 29 januari 1945 i Janakkala, död 9 augusti 1997 i Padasjoki, var en finländsk ishockeyspelare (försvarsspelare).
Koskela hörde till Finlands bästa försvarsspelare i slutet av 1960-talet och början av 1970-talet. Han började sin karriär i Lahtisföreningen Reipas år 1965. Tillsammans med Lauri Mononen flyttade han 1969 till Jokerit i Helsingfors. Ett år senare föll Reipas ur Mästerskapsserien, den dåvarande högsta serien i finländsk ishockey. Koskela spelade för Jokerit i sex säsonger och återvände därefter till Lahtis för tre säsonger. Han vann ett finländskt mästerskap och spelade 349 matcher i Mästerskapsserien och senare i ligan, som ersatte denna. Hans poängskörd blev 67+82. 
Koskela spelade sammanlagt 112 landskamper med poängen 12+13. Vid VM år 1971 var han Finlands bästa poängplockare med 6+1 poäng och som första finländska ishockeyspelare någonsin valdes han in i VM-turneringens All Starslag och till bästa försvarsspelare. Koskela spelade fyra VM-turneringar och en gång i OS.